# Луське
Луське (біл. вёска Луськае) —  село (веска) в складі Логойського району розташоване в Мінській області Білорусі, підпорядковане Задор'євській сільській раді.
Село Луське розташоване в центральних районах Білорусі, у північній частині Мінської області - орієнтовне розташування [Архівовано 1 травня 2013 у WebCite].